# كأس الاتحاد الإفريقي 1996
كأس الاتحاد الإفريقي 1996 هي النسخة الخامسة من بطولة كأس الاتحاد الإفريقي.
وتوج بها الكوكب المراكشي المغربي على حساب النجم الساحلي التونسي.

## ربع النهائي
| 3 :1 |

| 2 :4 |

## نصف النهائي
| المنافس         | النتيجة | المنافس 2       |
| --------------- | ------- | --------------- |
| الكوكب المراكشي | 4 :1    | توسكر           |
| توسكر           | 1 :0    | الكوكب المراكشي |
| فيتا كلوب       | 2 :1    | النجم الساحلي   |
| النجم الساحلي   | 2 :0    | فيتا كلوب       |

## النهائي
| النجم الساحلي | 3–1   | الكوكب المراكشي |
| ------------- | ----- | --------------- |
|               | تقرير |                 |

| الكوكب المراكشي | 2–0   | النجم الساحلي |
| --------------- | ----- | ------------- |
|                 | تقرير |               |